# 뮤신 21
뮤신 21(mucin 21, cell surface associated)은 사람에서 MUC21 유전자에 의해 암호화되는 단백질이다.